# Вітебськ (бортовий комплекс оборони)

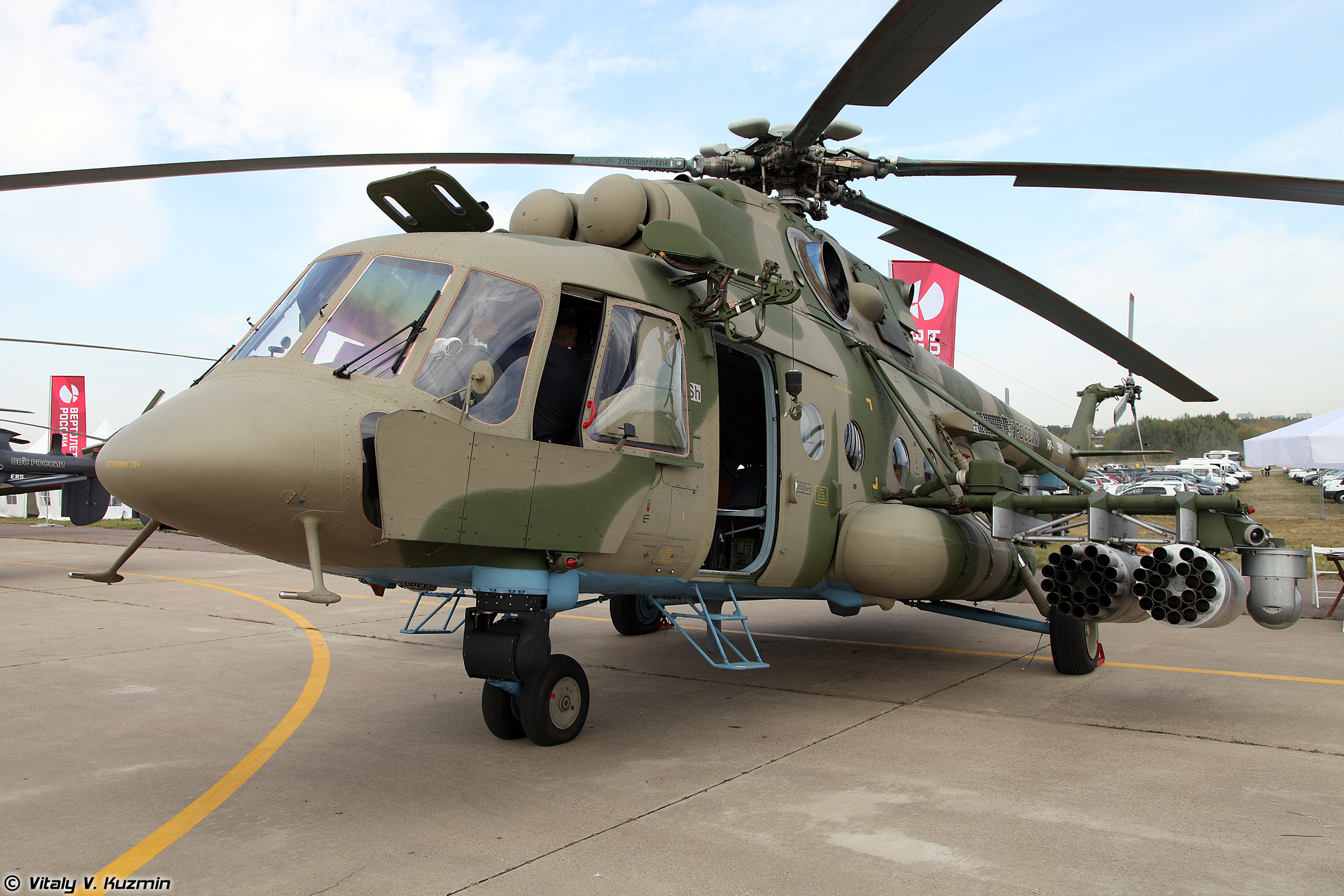
Мі-8АМТШ оснащений бортовим комплексом оборони Л-370Э8 «Вітебськ» на МАКС-2015.
Видно ультрафіолетові пеленгатори факту пуску ракет і станції оптико-електронного придушення на закінцівках тримачів зовнішньої підвіски, а також пристрої викиду пасивних перешкод на борту вертольота (ближче до хвостової балки).

Л-370 «Вітебськ» (експортна познака: англ. President-S — «Президе́нт-С» ) — російський авіаційний бортовий комплекс оборони (БКО). Призначений для попередження екіпажу про радіолокаційне та лазерне опромінення літального апарата (ЛА), факти пуску по ньому керованих ракет, а також для протидії націленим на ЛА ракет з радіолокаційними (РГСН) та інфрачервоними (ІКГСН) головками самонаведення.

## Опис
Система розроблена та випускається концерном «Радіоелектронні технології» (КРЕТ). Може встановлюватися на цивільні та військові ЛА, що забезпечує захист від зенітних керованих ракет та ракет «повітря-повітря». У розробці системи на різних етапах брали участь Московський науково-технічний центр "Реагент", спеціальне КБ "Зеніт" (Зеленоград), НТЦ "Елінс" (Зеленоград), очолюваний В. Н. Тікменовим. Головним розробником комплексу став НДІ «Екран» (Самара).
Вперше прототип комплексу був представлений у червні 2010 року в Парижі на виставці «Eurosatory-2010» .
Випробовувався на вертольотах Мі-8 та Ка-50[⇨]. У 2015 році на полігоні під Ахтубінськом по гелікоптером Мі-8, що стоїть на землі із встановленим на ньому Л-370 «Вітебськ», було випущено 20 ракет типу «Ігла». Всі випущені ракети не змогли вразити ціль.
Промислове виробництво розпочато у червні 2015 року . 24 квітня 2019 ТАСС, посилаючись на матеріали Московського вертольотного заводу імені М. Л. Міля, повідомило про те, що всі стройові транспортно-бойові вертольоти Мі-35М, що стоять на озброєнні ВКС Росії, оснащені бортовим комплексом оборони «Вітебськ» .

## Принцип дії
Система автоматично виявляє пуск ракети та активує застосування пасивних перешкод (неправдивих теплових цілей та дипольних відбивачів), а також активного захисту в інфрачервоному та радіодіапазонах, що призводить до порушення роботи систем самонаведення ракет та їх перехід на хибні цілі. Система може працювати в автоматичному режимі без участі оператора, лише інформуючи про ракурс атаки і характер загрози (факти пуску ракет, радіолокаційному або лазерному опроміненні, з ідентифікацією лазерних засобів наведення та далекометрії противника), а також про вжиті заходи протидії та про засоби захисту, що залишилися . До складу гелікоптерного комплексу входять  :
- пристрій керування;
- апаратура виявлення лазерного опромінення;
- ультрафіолетові пеленгатори запуску ракет;
- станції оптико-електронного придушення (СОЕП);
- пристрої викиду пасивних перешкод.

До складу літакового БКО включена цифрова станція активних перешкод (ЦСАП), яка призначена для встановлення електромагнітних перешкод та придушення радіолокаційних сигналів РЛС виявлення та наведення супротивника, а також головок самонаведення керованих ракет з РГСН. Система використовує цифрову обробку радіолокаційних сигналів та формування перешкод. Забезпечує захист ЛА за наявності загроз від кількох радіолокаційних систем управління ракетами супротивника, що одночасно працюють. У перспективі передбачається включити аналогічну ЦСАП і до складу вертолітного БКО.
Комплекс виконаний у вигляді блоків, які можуть розміщуватись як у середині, так і на вузлах зовнішньої підвіски літальних апаратів.

## Модифікації
Модифікації БКО, залежно від застосування на тому чи іншому типі ЛА, відрізняються складом і кількістю встановлюваних блоків :
- «Вітебськ-25» - призначений для встановлення на штурмовики сімейства Су-25;
- Л-370Э8 - призначений для встановлення на вертольоти сімейства Мі-8;
- Л-370Э26Л - призначений для встановлення на вертольоти сімейства Мі-26 ;
- Л-370В52 - призначений для встановлення на вертольоти сімейства Ка-52 ;
- Л-370Э50 - призначався для установки на гелікоптери Ка-50.

## Держави-експлуатанти
- Росія — починаючи з 2015 року БКО встановлюється на літак президента росії, Ил-76, Ми-8АМТШ, Ми-26, Ми-28, Ми-35М, Ка-52;
- Єгипет — Ми-17[7].